# Alpuyeca
Alpuyeca är en ort i Mexiko.   Den ligger i kommunen Xochitepec och delstaten Morelos, i den sydöstra delen av landet, 80 km söder om huvudstaden Mexico City. Alpuyeca ligger 1 049 meter över havet och antalet invånare är 7 811.
Terrängen runt Alpuyeca är platt söderut, men norrut är den kuperad. Terrängen runt Alpuyeca sluttar söderut. Runt Alpuyeca är det ganska tätbefolkat, med 185 invånare per kvadratkilometer. Närmaste större samhälle är Temixco, 12,9 km norr om Alpuyeca. Omgivningarna runt Alpuyeca är en mosaik av jordbruksmark och naturlig växtlighet.